# Azusa Aoki
Azusa Aoki (jap. 青木梓 Aoki Azusa; ur. 1 lipca 1987) – japońska lekkoatletka specjalizująca się w skoku o tyczce.

## Osiągnięcia
- srebrny medal mistrzostw Azji juniorów (Ipoh 2004)[1]

## Rekordy życiowe
- skok o tyczce – 3,82 (2004)